# Blood In, Blood Out
| Críticas profissionais | Críticas profissionais |
| Avaliações da crítica  | Avaliações da crítica  |
| Fonte                  | Avaliação              |
| ---------------------- | ---------------------- |
| metal4.de              | [ 2 ]                  |
| The Metal Observer     | [ 3 ]                  |

Blood In, Blood Out é o décimo álbum da banda americana de thrash metal Exodus. Foi lançado em 14 de Outubro de 2014 via Nuclear Blast. É o primeiro lançamento da banda com o  vocalista Steve "Zetro" Souza desde Tempo of the Damned de 2004. O álbum também conta com a participação do antigo guitarrista Kirk Hammett, que tocou um solo em "Salt the Wound" e também do vocalista Chuck Billy do Testament em ''BTK''.

## Lista de faixas
| N.º            | Título                              | Compositor(es)       | Duração |  |
| 1.             | "Black 13" (com Dan the Automator)  | Holt                 | 6:21    |  |
| 2.             | "Blood In, Blood Out"               | Holt                 | 3:42    |  |
| 3.             | "Collateral Damage"                 | Holt                 | 5:27    |  |
| 4.             | "Salt the Wound" (com Kirk Hammett) | Holt                 | 4:24    |  |
| 5.             | "Body Harvest"                      | Altus, Gibson, Souza | 6:28    |  |
| 6.             | "BTK" (com Chuck Billy)             | Holt                 | 6:56    |  |
| 7.             | "Wrapped in the Arms of Rage"       | Holt                 | 4:30    |  |
| 8.             | "My Last Nerve"                     | Holt                 | 6:10    |  |
| 9.             | "Numb"                              | Holt                 | 6:13    |  |
| 10.            | "Honor Killings"                    | Altus                | 5:42    |  |
| 11.            | "Food for the Worms"                | Holt                 | 6:21    |  |
| Duração total: | Duração total:                      | Duração total:       | 62:14   |  |

| Edição Limitada / Faixas Bônus Edição Digital |                                         |                 |         |  |
| N.º                                           | Título                                  | Compositor(es)  | Duração |  |
| 12.                                           | "Angel of Death" (cover de Angel Witch) | Kevin Heybourne | 4:38    |  |
| Duração total:                                | Duração total:                          | Duração total:  | 66:52   |  |

| Faixas Bônus Edição Japonesa |                                                                                       |                |         |  |
| N.º                          | Título                                                                                | Compositor(es) | Duração |  |
| 12.                          | "Protect Not Dissect" (cover de The Varukers, com Anthony "Rat" Martin, ex-Discharge) | The Varukers   | 3:16    |  |
| Duração total:               | Duração total:                                                                        | Duração total: | 65:30   |  |

## Créditos
Exodus
- Steve "Zetro" Souza – vocais
- Gary Holt – guitarras
- Lee Altus – guitarras
- Jack Gibson – baixo
- Tom Hunting – bateria, percussão, vocais em "Angel of Death"

Músicos adicionais
- Dan the Automator – intro em "Black 13"
- Kirk Hammett – solo de guitarra em "Salt the Wound"[5]
- Chuck Billy – vocais adicionais em "BTK"
- Anthony "Rat" Martin – vocais adicionais em "Protect Not Dissect"

## Desempenho nas paradas
| Parada musical (2014)                         | Melhor posição |
| --------------------------------------------- | -------------- |
| Áustria (Ö3 Austria Top 40)                   | 38             |
| Bélgica (Ultratop Flandres)                   | 130            |
| Bélgica (Ultratop Valônia)                    | 82             |
| Países Baixos (Dutch Charts)                  | 85             |
| Finlândia (Suomen virallinen lista)           | 30             |
| França (SNEP)                                 | 93             |
| Alemanha (Offizielle Deutsche Charts)         | 29             |
| Suíça (Schweizer Hitparade)                   | 30             |
| Reino Unido (UK Albums Chart)                 | 71             |
| Estados Unidos (Billboard 200)                | 38             |
| Estados Unidos (Top Hard Rock Albums)         | 2              |
| Estados Unidos (Billboard Independent Albums) | 6              |
| Estados Unidos (Top Rock Albums)              | 11             |